# ECK교육
(주)이씨케이교육은 대한민국의 외국어 전문 교육 회사로 1991년 2월 1일에 설립되었으며, 고객 분석에 기반한 양질의 교육서비스 제공을 목표로 한다. 

## 제공되는 서비스
- ECK기업출강은 고객사의 수요에 맞추어 회사 임직원들을 대상으로 한 어학 교육을 제공한다.

- ECK전화외국어는 무료 레벨테스트와 체계적 계획 학습을 제공한다.

- ECK온라인강의는 영어, 일본어, 중국어를 포함하여 43개 외국어를 대상으로 강좌를 제공한다.

- ECK화상외국어는 학습자가 계획을 직접 세울 수 있으며, 개별 맞춤 수업을 진행한다.

- ECK통번역센터는 번역가를 통한 전문적 통번역을 제공한다.

- ECK평가센터 OPASS(Oral Proficiensy Assessment)는 (주)이씨케이교육 산하의 어학 전문 평가기관이다. 종합평가솔루션을 제공한다.